# 橘公司
橘 公司（たちばな こうし、1986年6月14日 - ）は日本の小説家。『蒼穹のカルマ』で第20回ファンタジア大賞の準入選を受賞。

## 応募のきっかけ
- 第20回ファンタジア長編小説大賞に応募した動機は、それまで選考委員を務めていた神坂一が今回をもって選考委員から外れると知って作品を神坂に読んでもらえる最後のチャンスだと、「ハハキトク」の報を受けたような気持ちで応募した[1]。

## 作品

### 小説
- 蒼穹のカルマ（『富士見ファンタジア文庫』、イラスト：森沢晴行、全8巻）
- デート・ア・ライブ（『富士見ファンタジア文庫』、イラスト：つなこ、全36巻〈本編22巻、短編11巻、設定集2巻、アンソロジー1巻〉）
  - 魔術探偵・時崎狂三（『富士見ファンタジア文庫』、イラスト：つなこ、既刊2巻）
- いつか世界を救うために -クオリディア・コード-（『富士見ファンタジア文庫』、イラスト：はいむらきよたか、全2巻）
- 王様のプロポーズ（『富士見ファンタジア文庫』、イラスト：つなこ、既刊8巻）

### アンソロジー
- スレイヤーズ 25周年あんそろじー「冥王フィブリゾの世界滅ぼし会議」（『富士見ファンタジア文庫』）
- 魔術士オーフェンアンソロジー「しょうらいのゆめ」（『TOブックス』単行本）

### 漫画原作
- デート・ア・ストライク（『月刊ドラゴンエイジ』、作画：鬼八頭かかし、全4巻）
- デート・ア・パーティー（『月刊ドラゴンエイジ』、作画：ひなもりゆい、全1巻）
- しのちゃんは見ている（『となりのヤングジャンプ』2023年10月27日、漫画：倉瀬しの[2]）

### アニメ
- クオリディア・コード（脚本：第5話、第6話、第7話、第12話）

### ゲーム
- Fate/Grand Order (ゲストライター)
- ファンタジア・リビルド（全体構成、世界観、一部シナリオ）[3]